# آلفا رومئو تیپو ۳۳
آلفارومئو تیپو ۳۳ (Alfa Romeo Tipo 33) خودرویی است که در سال‌های ۱۹۶۶ تا ۱۹۶۷تولید شده‌است. طراحی آن خودروهای موتور وسط عقب-محور عقب بوده است.
موتور آن ۱۹۹۵ سی‌سی است.